# 小川節子
小川 節子（おがわ せつこ、1951年3月21日 - ）は日本の女優。ベルジネ・タレント・エージェンシー所属。

## 経歴
1971年に日活ロマンポルノ初期の女優として、映画デビューした。『色暦大奥秘話』がデビュー作となった。当時の人気女優には、田中真理、片桐夕子、白川和子らがいた。1975年の結婚を機に、いったん女優を引退。
その後30年以上芸能界から遠ざかるが、自身が学生時代から面倒を見ていた監督の小原正至の手引きでベルジネ・タレント・エージェンシーに所属する事になり、2022年、映画『クレマチスの窓辺』で女優復帰を果たす。

## フィルモグラフィ

### 映画
- 色暦大奥秘話（1971）
- 色暦女浮世絵師（1971）
- 江戸小町 淫の宴（1972）
- 新色暦大奥秘話 －やわ肌献上－（1972）
- 色暦大奥秘話 刺青百人競べ（1972）
- 性談 牡丹燈籠（1972）
- 続・色暦大奥秘話 淫の舞（1972）
- 薔薇のためいき（1972）
- 情炎お七恋唄（1972）
- 性盗ねずみ小僧（1972）
- 晴姿 おんな絵巻（1972）
- 大江戸性盗伝 －女斬り－（1973）
- 色情旅行 香港慕情（1973）
- 無宿人御子神の丈吉 黄昏に閃光が飛んだ（1973）
- （秘）大奥外伝 尼寺淫の門（1973）
- 実録白川和子 裸の履歴書（1973）
- 新色暦大奥秘話 －愛戯お仕込処－（1973）
- 怨歌情死考 傷だらけの花弁（1973）
- （秘）温泉穴場さがし（1973）
- 新色暦大奥秘話 花吹雪おんな事始め（1973）
- 江戸艶笑夜話 蛸と赤貝（1974）
- 大奥秘話 晴姿姫ごと絵巻（1974）
- 終わった人（2018）
- クレマチスの窓辺（2022）
- ほとぼりメルトサウンズ（2022）

#### テレビ
- 子連れ狼 (第2期) 出淵鞘香（1973）
- 電撃!ストラダ5 第4話「替玉野郎を地獄へ送れ!」（1974）
- 女子高校生殺人事件 (土曜日の女シリーズ)（1974）- 柳生美沙子
- 痛快!知らぬはオトコばかりなり（1998）
- 爆報!THE フライデー（2014）
- 『I am…』23歳たち「KOKORO」（2024年1月26日配信、FOD / 3月4日、フジテレビ）[4][5][6]

## ディスコグラフィ・シングル
- 紅花物語 怨歌情死考（1973）

## 小川節子を題材とした作品
- 『R★P ロマンポルノ』てしろぎたかし、久麻當郎著、ICE。関係者や日活への取材をもとにした”実録”マンガ。[7]